# Пешар, Беатрис
Беатрис Пешар Михарес — мексиканский архитектор. Она основала архитектурную фирму Bernardi Peschard Arquitectura в 2000 году и сосредоточилась на проектах «элитного» жилья и гостеприимства. В таких её проектах, как Дом AA315 в Мехико, использованы мотивы таких знаковых архитекторов, как Мис ван дер Роэ.
Многие из проектов Пешар, в том числе AA315 House, сочетают окружающий ландшафт с ультра-роскошным модернистским дизайном. Сочетание природы и модернизма Пешар получило широкое признание. В 2020 году она выиграла премию Créateurs Design Award за лучший дизайн жилого дома за загородный дом Valle de Bravo.
Пешард в настоящее время является членом редакционной коллегии Architectural Digest México.

## Ранняя жизнь и образование
Пешар родилась в Мехико и в детстве часто путешествовала. Ссылаясь на мировую культуру и формы искусства как на основные факторы, Пешар заметила, что её путь к архитектуре начался, когда ей было восемь лет. Тогда она спроектировала бассейн, который был построен на пустом участке рядом с домом её семьи.
Пешар изучала архитектуру в Мехико в Universidad Anáhuac México. Ей преподавали многие из самых известных архитекторов Мексики 20-го века, в том числе Марио Пани, Хосе Луис Кальдерон Кабрера, Эктор Брачо и Сара Топельсон.
На неё в первую очередь повлияли Луис Барраган, Ричард Мейер и Альдо Росси, хотя Пешар заявила, что её вдохновение из классической архитектуры сочетается с творческой изобретательностью, чтобы «найти формулу для создания чего-то нового».

## Личная жизнь
Во время учёбы в Университете Анауака, Мексика, Пешар познакомилась с Алехандро Бернарди, который позже стал её мужем. Бернарди стал соучредителем Bernardi + Peschard Arquitectura вместе с Пешар в 2000 году.
Выйдя замуж за своего делового партнера, Пешар отметила, что это привносит «сердце» в её работу. Её семья оказала значительное влияние на развитие её стиля, поскольку она заявила: «В моей семье всегда учили меня работать, и что проблемы заставляют вас учиться, они обогащают вас».
Такое включение личной сферы в профессиональные проекты привело к глубокой страсти к поиску баланса между прочностью, нейтралитетом и вневременностью, коренящейся в собственном балансе Пешар между «семейной жизнью, материнством и её работой».

## Карьера
Если тебе нравится то, чем ты занимаешься, работай усердно, честно,

 и с самоотдачей вы можете добиться всего
.
Пешар занимается проектированием частных домов, жилых проектов и многофункциональных корпоративных офисов в Мексике с 1991 года. В интервью она заявила, что, по её мнению, Мехико — это уникальное место для архитектурных экспериментов. Эта глубокая вера в важность риска привела к её ультра-роскошному модернистскому стилю, который включает минималистский дизайн, гармонично сочетающийся с окружающей природной средой.
Её дизайн интерьера часто «вращается вокруг искусства», а её здания включают предметы роскошной мебели от Хенге, Чеккотти, Минотти и Кристофа Делькура. Согласно Architectural Digest, гармония пространства в её проектах достигается «за счет применения сдержанной цветовой палитры, в которой сходятся серые тона и контраст натурального дерева». Пешар заявил: «Были предприняты усилия, чтобы передать чувство спокойствия и красоты во всех областях проекта».
Пешар выступает за архитектурный дизайн, наилучшим образом отражающий желания его будущих жителей. Она сказала: «Хотя работа может быть подписана нами, именно клиент будет её населять, поэтому мы всегда об этом думаем». В 2016 году Architectural Digest описал работу Пешар над квартирой в Западном Мехико: «По мнению Алехандро Бернарди и Беатрис Пешар, дизайн интерьера этого проекта должен отражать изысканный образ жизни. Это квартира, расположенная к западу от Мехико, с пристройкой 454 квадратных метра и 150-метровой террасой, которые служат холст, отражающий предлагаемую цель, идеальное сочетание интерьера и экстерьера».
В 2017 году Пешар заявила, что важно «пытаться изобретать новые вещи, не копировать ни мексиканца, ни иностранца … [но] исследовать нашу историю и сочетать то, что мы находим, с технологическими и техническими достижениями, чтобы создать что-то личное и современное».

## Награды
- 2005 | AD México, Íconos del Diseño Award (Best Corporate Architecture)[9]
- 2017 | AD México, Íconos del Diseño Award (Best Residential Architecture) — AA315 House[10]
- 2020 | Créateurs Design Award (Best Residential Design) — Country House Valle de Bravo[3]